# Evangeline Whedon
Evangeline "Vange" Whedon, è un personaggio dei fumetti, creato da Chris Claremont (testi) e Salvador Larroca (disegni), pubblicato dalla Marvel Comics. La sua prima apparizione avviene in X-Treme X-Men n. 21 (2003).

## Biografia del personaggio
Vange Whedon è una stimata avvocatessa all'interno della comunità mutante, membro della Mutant Rights Coalition  o Mutant Rights League. Evangeline era un procuratore di successo fino a quando altri non hanno saputo presto che era una mutante. È stata licenziata all'istante ed è stata sfrattata dal suo appartamento il giorno successivo. Il suo fidanzato l'ha lasciata con una e-mail e la sua famiglia l'ha ripudiata. Quando gli X-Men, Alfiere e Sage, erano tenuti in custodia dalla polizia, Whedon e la Mutant Rights League hanno organizzato una protesta per il loro rilascio. Mentre Evangeline stava parlando con il detective Cardones, un umano ha colpito il detective con un mattone. Il sangue dalla ferita gocciolò su Whedon e la fece cambiare forma involontariamente. Si trasformò in una bestia che assomigliava a un drago, ed era fuori controllo. Sage è stata in grado di fermare Vange momentaneamente, mentre Bishop la calmava abbastanza da tornare alla sua forma umana. Evangeline è stata chiamata a Los Angeles quando gli X-Men avevano bisogno di assistenza legale dove è riuscita a ottenere Marie D'Ancanto , una terrorista anti-mutante data una seconda possibilità dagli X-Men, in libertà vigilata e l'ha assunta come assistente. Evangeline ha anche aiutato gli X-Men contro un avvocato che lavorava segretamente per il mutante psichico Elias Bogan
Dopo la decimazione, Vange è stata una dei pochi mutanti a mantenere i propri poteri. Ritenuta una minaccia dal governo americano, attualmente risiede allo Xavier Institute, sotto la giurisdizione degli X-Men.
Evangeline si unì in seguito ai mutanti su Utopia ed era tra loro quando i Nimrod stavano invadendo l'isola . 
Successivamente è stata coinvolta nel caso di Primal (Teon Macik), quando i suoi genitori lo volevano indietro, ma non era davvero motivata ad aiutare gli X-Men.

## Poteri e abilità
Vange Whedon è capace di trasformarsi in un enorme e scarlatto drago alato. Tale trasformazione può avvenire sia consciamente che tramite un catalizzatore, cioè il sangue. Nella sua forma di drago, possiede forza e resistenza sovrumane.

## Televisione
- Evangeline Whedon appare in alcuni episodi della serie televisiva The Gifted, interpretata da Erinn Ruth.